# Червонный сельский округ
Червонный сельский округ (каз. Червонный ауылдық округі) — административная единица в составе района имени Габита Мусрепова Северо-Казахстанской области Казахстана. Административный центр — село Червонное.
Население — 1964 человека (2009; 2304 в 1999-м, 2705 в 1989 году).

## История
Червонный поселковый совет на правах сельского совета образован указом Президиума Верховного Совета Казахской ССР 14 июля 1954 года. 24 декабря 1993 года решением главы Кокчетавской областной администрации образован Червонный сельский округ.
В состав сельского округа вошла часть территории ликвидированного Пескинского сельского совета (села Пески, Приишимское). Село Приишимское было ликвидировано.

## Состав
В состав округа входят такие населенные пункты:
| Населенный пункт  | Население, человек (1989) | Население, человек (1999) | Население, человек (2009) |
| ----------------- | ------------------------- | ------------------------- | ------------------------- |
| Пески, село       | 825                       | 711                       | 698                       |
| Приишимское, село | 27                        | -                         | -                         |
| Узынколь, село    | 359                       | 291                       | 155                       |
| Червонное, село   | 1494                      | 1302                      | 1111                      |